# علي بن الحسين
علي بن حسين بن علي الهاشمي (1879 - 13 فبراير 1935)، ثاني وآخر ملوك المملكة الحجازية الهاشمية (من 2 أكتوبر 1924 إلى 19 ديسمبر 1925). كان ملك الحجاز وشريف مكة من أكتوبر 1924 حتى عزله ابن سعود في ديسمبر 1925. وهو الابن الأكبر للشريف الحسين بن علي الهاشمي.

## ولادته ونشأته
ولد علي في مكة عام 1879 من أبوين هاشميين هما الشريف حسين بن علي والشريفة عابدية بنت عبد الله بن عون، وتلقى هناك دروسًا في اللغة العربية والقران الكريم والعلوم الأخرى، وفي عام 1887 توفيت والدته إثر إصابتها بمرض التيفوئيد وهي ما تزال بعمر السابعة والعشرين، وفي 1893 انتقل والده حسين للإقامة الجبرية في إسطنبول.
تربى مع إخوته بكنف أبوه الشريف حسين درس علي الابتدائية مع أخويه فيصل بن الحسين ملك العراق فيما بعد وعبد الله الأول ملك الأردن فيما بعد، حيث تعلموا اللغة التركية قراءة وكتابة، وقد نشأ مع البدو جريا على عادة الأشراف منذ القدم ليتعلم فصاحة العرب وشجاعتهم، وأصل دراسته هناك في مختلف العلوم ومنها العلوم العسكرية فازداد إتقاننا بفنونها وطيلة وجوده في إسطنبول تعلم الكثير من العلوم وازدادت خبرته.

## نسبه
هو علي بن الحسين بن علي بن محمد بن عبد المعين بن عون بن محسن بن عبد الله بن الحسين بن عبد الله بن الحسن بن محمد أبي نمي الثاني بن بركات بن محمد بن بركات بن الحسن بن عجلان بن رميثة بن محمد أبي نمي الأول بن الحسن بن علي الأكبر بن قتادة بن ادريس بن مطاعن بن عبد الكريم بن عيسى بن الحسين بن سليمان بن علي بن عبد الله بن محمد الثائر بن موسى الثاني بن عبد الله الرضى بن موسى الجون بن عبد الله المحض بن الحسن المثنى بن الحسن بن علي بن أبي طالب الحسني الهاشمي القرشي.
يرجع نسبه لأسرة آل عون من الأشراف، وهي إحدى ثلاث أسر كانت تتنافس على زعامة مكة مع آل زيد وآل بركات، وقد آلت الزعامة إلى آل عون منذ بداية القرن التاسع عشر.

## توليه العرش
عندما أبحر حسين بن علي إلى العقبة في تشرين الأول من عام 1924، خلفه في المُلك أكبر أبنائه «علي» وكانت المملكة مجَّزأة وسمعة عائلته قد تأثرت إلى حد بعيد في حين كان الملك عبد العزيز آل سعود قد وسَّع مملكته في الحجاز ولم يحل عام 1925 حتى حاز نصفه فأخذ علي بن حسين يدافع عن الأجزاء الباقية من مملكته حيث ما زالت قواته تحتفظ بالمدينة وينبع والوجه وأملج وجدة وحافظت القبائل المقيمة حول هذه المدن على ولائها للملك علي بن الحسين وتركّز أمل علي بن حسين في أن المتطوعين سيتوافدون إليه من (إمارة شرق الأردن والمملكة العراقية الهاشمية) إلى أن هزم وغادر إلى الهند ثم إلى العراق حيث استقر في بغداد حتى وفاته عام 1935م.

## الأقوال عنه
وصفه لورنس العرب بالكياسة، كما صوره إيريك كينينغتون بأنه رجل قلق، نحيل الوجه، عبوس، له عينان حزينتان وشارب أسود. وذكر بريطاني اجتمع به مرة أن القدر ضل طريقه في علي إذ لم يخلق للملك بل للقداسة واعتقد بعضهم أنه كان معرضا للإصابة بالسل ووصفوه بالمرض وبرودة الطباع.

## حياته الخاصة
في عام 1906، تزوج علي بن حسين من نفيسة، وهي من الأشراف أيضا، وأنجب منها ابن وحيد وأربع بنات :
- عابدية (1907 - 1958)
- عالية (1911 - 1950) (ملكة العراق - زوجة غازي الأول ملك العراق)
- عبد الإله (1913 - 1958) (الوصي السابق على عرش العراق وولي عهد العراق).
- بديعة (1920 - 15 يونيو 2020 ).
- جليلة (1922 - 1955)

للملك علي أخوين شقيقين وهما:
- فيصل الأول ( ملك العراق ) ( 1921 - 1933 ).
- عبد الله الأول بن الحسين ( ملك الأردن ) ( 1921 - 1951 ).

أما أخوته غير الأشقاء فهم:
- زيد بن الحسين ( ولي عهد المملكة السورية العربية عام 1920 )
- فاطمة
- سرة (أو سارة)
- صالحة

## وفاته
توفي علي بن حسين ببغداد في 13 فبراير 1935م، ودفن في المقبرة الملكية في الأعظمية.

## معرض صور

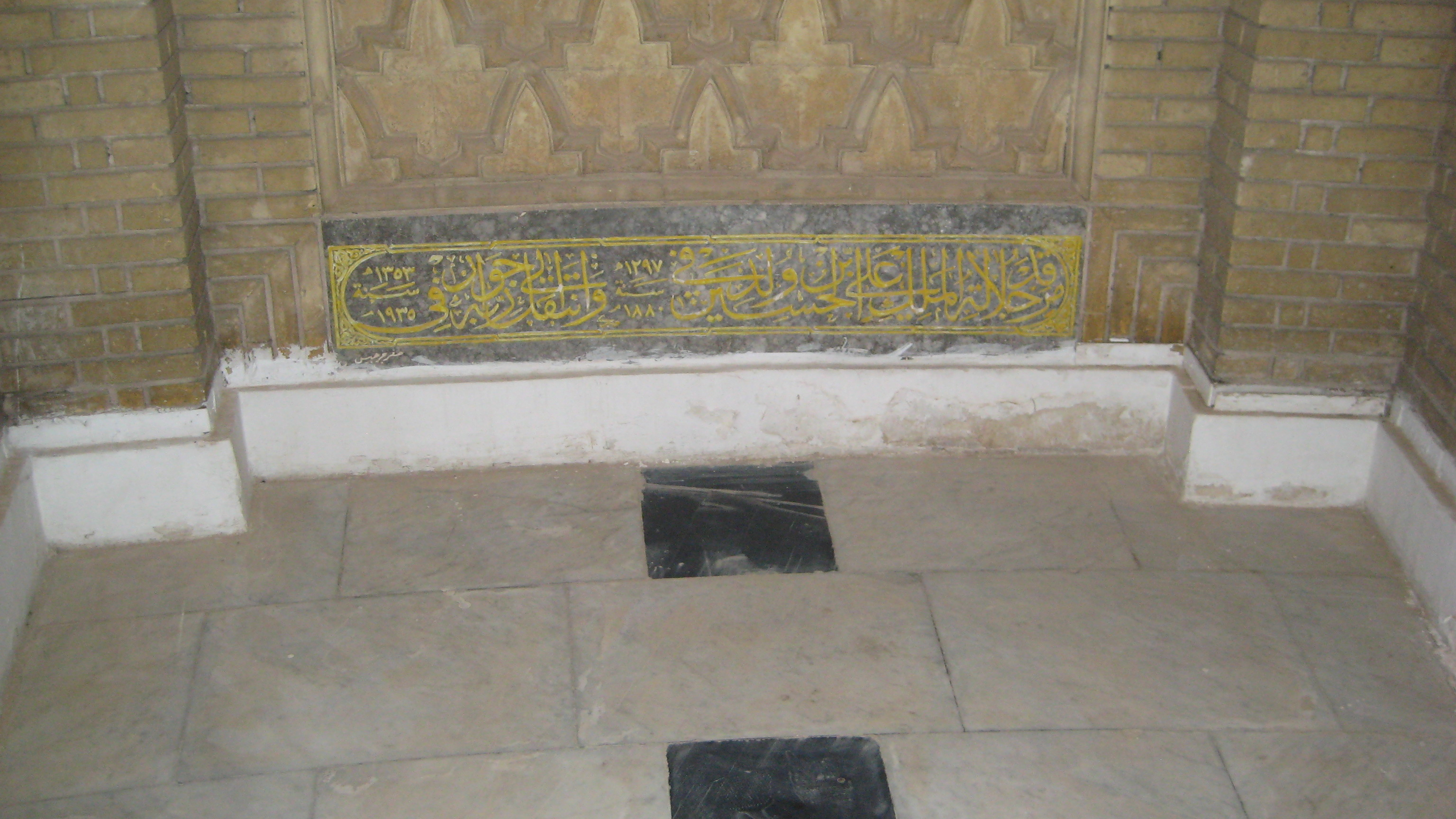
قبر الملك علي بن الحسين في المقبرة الملكية في بغداد
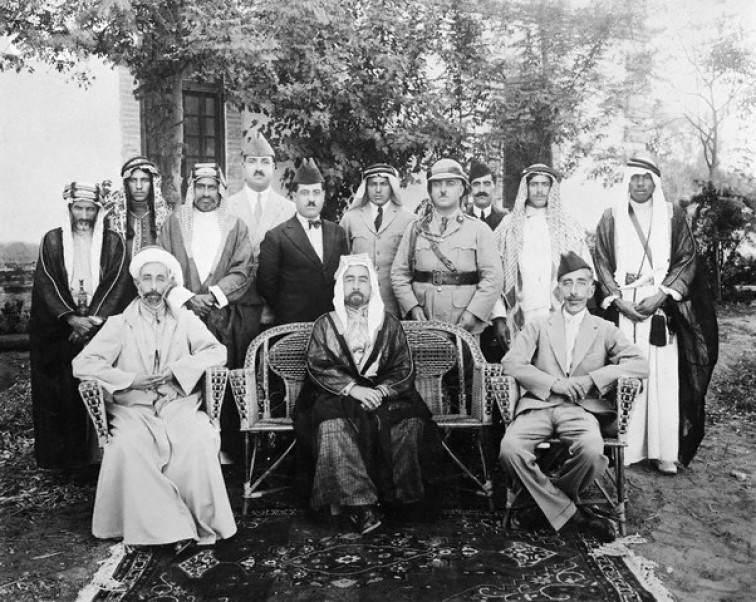
الملك علي (على اليسار) مع اخوانه الملك عبدالله الأول ملك الأردن والملك فيصل الأول ملك العراق
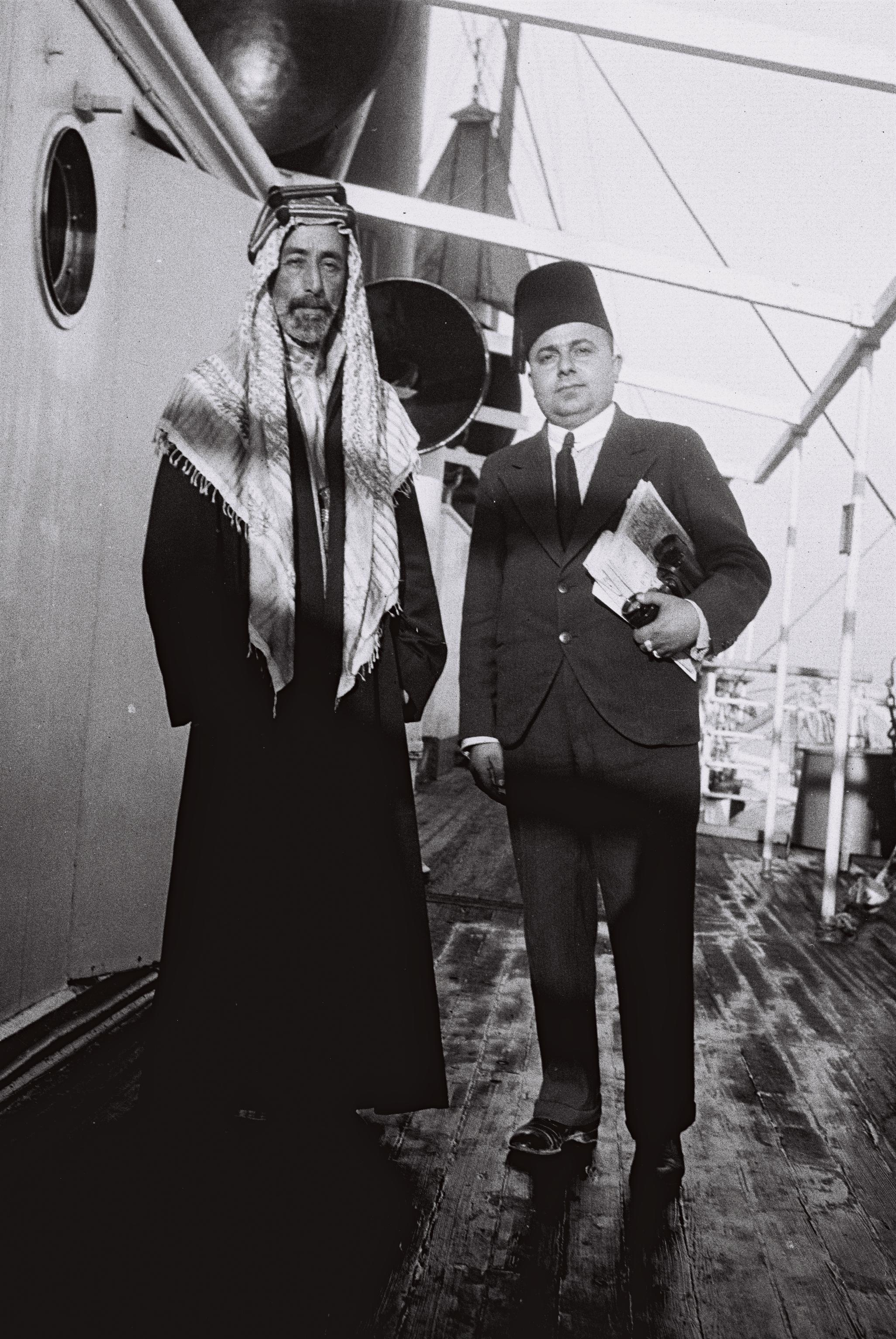
الملك علي مع داوود العيسى صحفي من جريدة فلسطين في ميناء يافا. 7 تشرين الثاني 1933